# Laubbacher Mühleweiher
Der Laubbacher Mühleweiher ist ein Stillgewässer auf dem Gebiet der baden-württembergischen Gemeinde Ostrach im Landkreis Sigmaringen in Deutschland.

## Lage und Größe
Der Weiher liegt rund 3,8 Kilometer südöstlich der Ostracher Ortsmitte und etwa 1,3 Kilometer südöstlich des Weilers Laubbach am rechten Hangfuß des Ostrach-Tales. Neben dem unter der Kuppe des Hungerbergs (651,5 m ü. NHN) gelegenen Weiher steht die Laubbacher Mühle.
Der Weiher hat eine Fläche von 0,69 Hektar und ist rundlich mit einem Durchmesser von etwa hundert Metern. An der tiefsten Stelle steht das Wasser etwa 3,3 Meter hoch. Das Ufer ist rund 640 Meter lang. Südostwärts vom Weiher erstreckt sich eine Ansammlung von Kleinteichen mit wohl knapp derselben Gesamtfläche. Das Einzugsgebiet des Laubbacher Mühlweihers umfasst 42 Hektar; davon sind 60 Prozent Wald- und 40 Prozent von der Landwirtschaft genutzte Flächen.
Das Gewässer ist in Privatbesitz und liegt im 676 Hektar großen Landschaftsschutzgebiet Nr. 4.37.030 Altshausen-Laubbach-Fleischwangen.
Aktuell (Stand: Januar 2016) ist der Weiher abgelassen: Der Damm zur ehemaligen Mühle muss, nachdem er von Bibern untergraben wurde, gesichert bzw. erneuert werden.

## Entstehung
Der Weiher wurde ursprünglich als Mühl- und Fischweiher angelegt. Er ist Teil einer Anlage mit 19 Weihern, die zum Teil als Hälter- und Aufzuchtteiche in Betrieb sind, andere sind Biotope. Der Mühleweiher fließt über den in etwas mehr als fünfzig Metern Abstand passierenden Laubbacher Mühlenbach zur Ostrach ab, alle anderen Weiher entwässern zum Pfrunger Ried.

## Ökologie
Die den Weiher umgebenden Wald- und Agrarflächen (40 Prozent Grünland, 60 Prozent Ackerland) werden intensiv genutzt, weil die Nutzflächen zudem noch am Hang liegen, wird aus ihnen in einem beträchtlichen Maße Nährstoff eingetragen.
| Jahr                            | 2006 | 2012 |
| Gesamt PO4-Phosphor (µg/l)      | 59   | 64   |
| Chlorophyll a (µg/l)            | 39   | 60   |
| Chlorophyll a -Spitze (µg/l)    | 76   | 118  |
| Anorg. Gesamt-Stickstoff (mg/l) | 0,57 | 0,84 |
| Sichttiefe (m)                  | 1,4  | 0,8  |

Bis 2015 wurden mit Hilfe des Aktionsprogramms zur Sanierung oberschwäbischer Seen die geplanten Extensivierungsmaßnahmen zum Teil umgesetzt.

### Flora
Am Ufer des Sees wachsen die Weiße Seerose (Nymphaea alba), die als typische Vertreterin der Schwimmblattpflanzen gilt, und die Gelbe Teichrose (Nuphar lutea). Als Lebensraum bevorzugen die in Deutschland geschützten Pflanzen stehende oder auch träge fließende Gewässer, die einen humosen Schlammboden aufweisen.

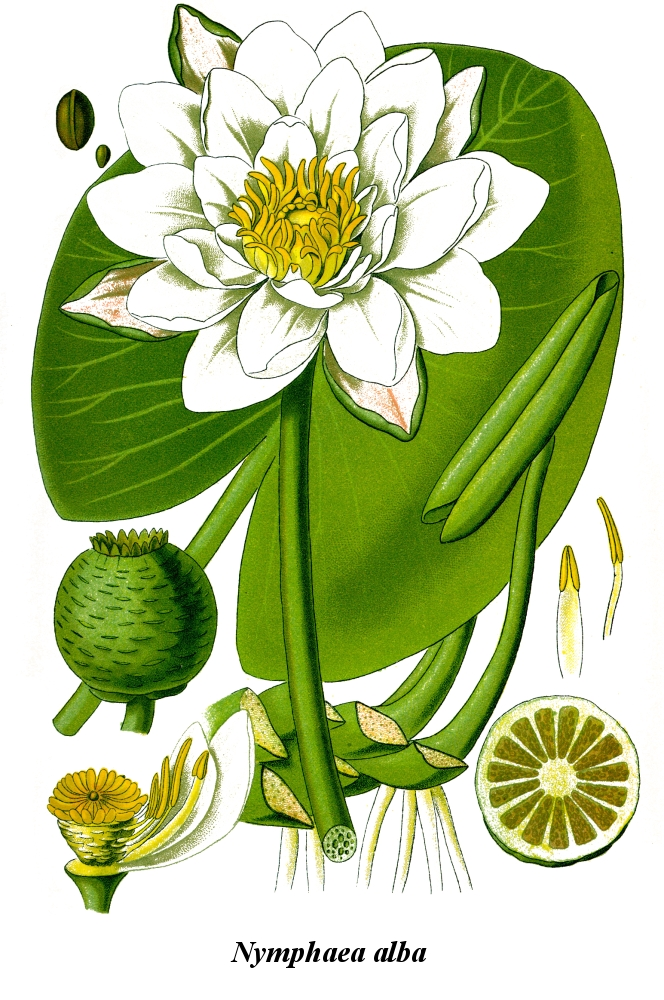
Weiße Seerose
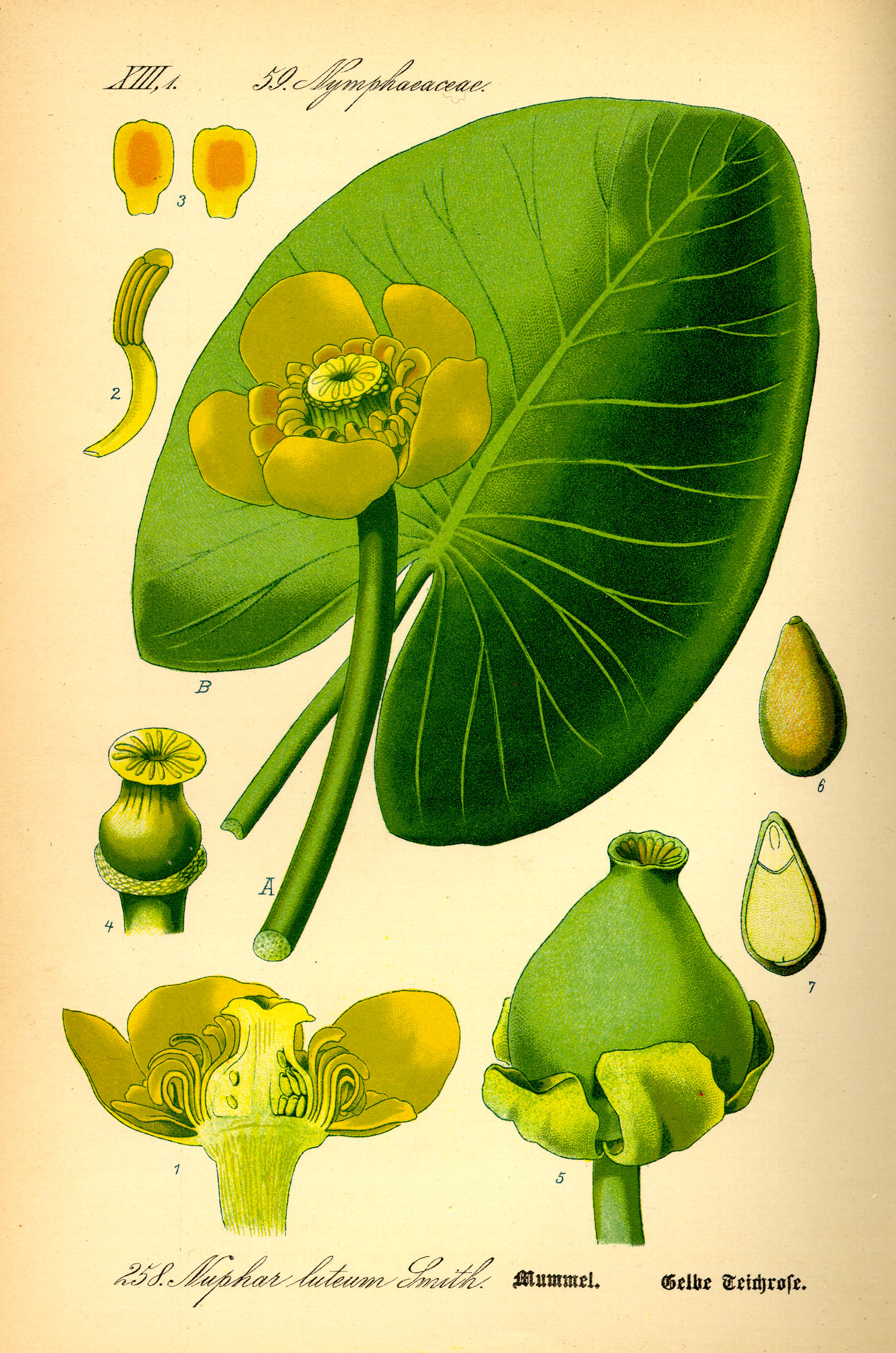
Gelbe Teichrose

### Fauna
Im Weiher gibt es Karpfen, Rotaugen, Rotfedern, Bachforellen, Elritzen, Zander und Edelkrebse. Im Uferbereich leben unter anderem Biber, Rohrweihe, Schwarzstorch, Bekassine, Seidenreiher, Teichralle, Zwergtaucher und Zwergrohrdommel.